# Beaurainville
Beaurainville és un municipi francès situat al departament del Pas de Calais i a la regió dels Alts de França. L'any 2007 tenia 1.931 habitants.

## Demografia

### Població
El 2007 la població de fet de Beaurainville era de 1.931 persones. Hi havia 772 famílies de les quals 192 eren unipersonals (56 homes vivint sols i 136 dones vivint soles), 248 parelles sense fills, 248 parelles amb fills i 84 famílies monoparentals amb fills.
La població ha evolucionat segons el següent gràfic:
Habitants censats

### Habitatges
El 2007 hi havia 943 habitatges, 782 eren l'habitatge principal de la família, 118 eren segones residències i 43 estaven desocupats. 852 eren cases i 31 eren apartaments. Dels 782 habitatges principals, 525 estaven ocupats pels seus propietaris, 244 estaven llogats i ocupats pels llogaters i 12 estaven cedits a títol gratuït; 3 tenien una cambra, 56 en tenien dues, 120 en tenien tres, 234 en tenien quatre i 368 en tenien cinc o més. 674 habitatges disposaven pel capbaix d'una plaça de pàrquing. A 396 habitatges hi havia un automòbil i a 265 n'hi havia dos o més.

### Piràmide de població
La piràmide de població per edats i sexe el 2009 era:
| Homes | Edats   | Dones |
| ----- | ------- | ----- |
| 0     | 95 o +  | 0     |
| 0     | 90 a 94 | 4     |
| 12    | 85 a 89 | 16    |
| 20    | 80 a 84 | 24    |
| 32    | 75 a 79 | 44    |
| 52    | 70 a 74 | 56    |
| 28    | 65 a 69 | 48    |
| 36    | 60 a 64 | 60    |
| 44    | 55 a 59 | 56    |
| 68    | 50 a 54 | 80    |
| 96    | 45 a 49 | 104   |
| 68    | 40 a 44 | 40    |
| 64    | 35 a 39 | 76    |
| 52    | 30 a 34 | 68    |
| 80    | 25 a 29 | 36    |
| 56    | 20 a 24 | 72    |
| 72    | 15 a 19 | 112   |
| 68    | 10 a 14 | 88    |
| 64    | 5 a 9   | 64    |
| 32    | 0 a 4   | 40    |

## Economia
El 2007 la població en edat de treballar era de 1.234 persones, 825 eren actives i 409 eren inactives. De les 825 persones actives 741 estaven ocupades (425 homes i 316 dones) i 84 estaven aturades (30 homes i 54 dones). De les 409 persones inactives 124 estaven jubilades, 114 estaven estudiant i 171 estaven classificades com a «altres inactius».

### Ingressos
El 2009 a Beaurainville hi havia 798 unitats fiscals que integraven 1.959,5 persones, la mediana anual d'ingressos fiscals per persona era de 15.275 €.

### Activitats econòmiques
Dels 114 establiments que hi havia el 2007, 7 eren d'empreses extractives, 2 d'empreses alimentàries, 2 d'empreses de fabricació de material elèctric, 5 d'empreses de fabricació d'altres productes industrials, 11 d'empreses de construcció, 29 d'empreses de comerç i reparació d'automòbils, 5 d'empreses de transport, 5 d'empreses d'hostatgeria i restauració, 2 d'empreses d'informació i comunicació, 4 d'empreses financeres, 3 d'empreses immobiliàries, 11 d'empreses de serveis, 20 d'entitats de l'administració pública i 8 d'empreses classificades com a «altres activitats de serveis».
Dels 29 establiments de servei als particulars que hi havia el 2009, 1 era una oficina de correu, 1 una oficina bancària, 2 funeràries, 4 tallers de reparació d'automòbils i de material agrícola, 1 taller d'inspecció tècnica de vehicles, 1 autoescola, 1 paleta, 2 guixaires pintors, 2 fusteries, 4 lampisteries, 2 empreses de construcció, 4 perruqueries, 2 restaurants, 1 agència immobiliària i 1 saló de bellesa.
Dels 11 establiments comercials que hi havia el 2009, 2 eren supermercats, 1 una botiga de menys de 120 m², 1 una carnisseria, 1 una llibreria, 2 botigues d'electrodomèstics i 4 floristeries.
L'any 2000 a Beaurainville hi havia 14 explotacions agrícoles que ocupaven un total de 864 hectàrees.

## Equipaments sanitaris i escolars
El 2009 hi havia 1 farmàcia i 2 ambulàncies.
El 2009 hi havia 1 escola maternal i 1 escola elemental. Beaurainville disposava d'un col·legi d'educació secundària amb 356 alumnes.

## Poblacions més properes
El següent diagrama mostra les poblacions més properes.